# Campeonato Baiano de Futebol de 2013
O Campeonato Baiano de Futebol de 2013 foi a 109.ª edição da competição, realizado no estado da Bahia e organizado pela Federação Bahiana de Futebol. O campeão foi o Vitória, após resultado  nas finais de 7 a 3 arquirrival Bahia. A partir desse ano, por força de patrocínio, o nome oficial foi Campeonato Baiano Chevrolet.
Depois de 14 anos, Salvador teve três representantes na divisão principal do certame. Além do Bahia e do Vitória o outro representante soteropolitano foi o Botafogo-BA que retornou à 1.ª divisão depois de 23 anos. A cidade de Feira de Santana, como nas últimas temporadas, também contou com três: Fluminense de Feira, Feirense e Bahia de Feira, enquanto que o Jacuipense, equipe da cidade de Riachão do Jacuípe participou da elite do futebol baiano após ser vice-campeão da Segundona de 2012.
O Vitória da Conquista foi o campeão da primeira fase e conquistou uma vaga na Copa do Nordeste de 2014, assim como o Juazeiro foi o vice-campeão dessa fase e conquistou uma vaga na Copa do Brasil de 2014. A vaga para a Série D foi dada ao Juazeirense por ter terminado na terceira colocação do campeonato. Na outra ponta da tabela, o Atlético de Alagoinhas e o Fluminense de Feira foram rebaixados para a Segundona de 2014, após terminarem na última e na penúltima colocações, respectivamente.

## Regulamento
Devido a Copa do Nordeste de 2013, as equipes de Bahia, Vitória e Feirense só irão participar da Segunda Fase do Campeonato Baiano no mês de março. Nessa edição o primeiro colocado da Primeira Fase ganhará o direito de disputar a Copa do Nordeste de 2014 e o segundo colocado ganhará o direito de disputar a Copa do Brasil de Futebol de 2014.

## Clubes participantes
Nove clubes de futebol baianos participam da Primeira Fase da divisão superior do Campeonato Baiano, sendo um da capital e o restante do interior do estado. Além disso, concorrem ao título de 2013 cinco campeões baianos de temporadas anteriores.
| Clube                  | Cidade               | Estádio          | Em 2012           | Títulos (mais recente) |
| ---------------------- | -------------------- | ---------------- | ----------------- | ---------------------- |
| Atlético de Alagoinhas | Alagoinhas           | Antônio Carneiro | 6.º               | 0 (não possui)         |
| Bahia                  | Salvador             | Arena Fonte Nova | 1.º               | 44 (2012)              |
| Bahia de Feira         | Feira de Santana     | Jóia da Princesa | 5.º               | 1 (2011)               |
| Botafogo-BA            | Salvador             | Pituaçu          | 1.º (2.ª divisão) | 7 (1938)               |
| Feirense               | Feira de Santana     | Jóia da Princesa | 3.º               | 0 (não possui)         |
| Fluminense de Feira    | Feira de Santana     | Jóia da Princesa | 9.º               | 2 (1969)               |
| Jacuipense             | Riachão do Jacuípe   | Mariano Santana  | 2.º (2.ª divisão) | 0 (não possui)         |
| Juazeiro               | Juazeiro             | Adauto Moraes    | 7.º               | 0 (não possui)         |
| Juazeirense            | Juazeiro             | Adauto Moraes    | 8.º               | 0 (não possui)         |
| Serrano-BA             | Vitória da Conquista | Lomanto Júnior   | 10.º              | 0 (não possui)         |
| Vitória                | Salvador             | Barradão         | 2.º               | 26 (2010)              |
| Vitória da Conquista   | Vitória da Conquista | Lomanto Júnior   | 4.º               | 0 (não possui)         |

## Televisão
Pelo terceiro ano consecutivo, a TV Bahia (afiliada da Rede Globo) e suas afiliadas detém todos os direitos de transmissão para a temporada de 2013 pela TV aberta e em pay-per-view, através do canal Premiere FC.

## Primeira fase

### Jogos
Para ler a tabela, a linha horizontal representa os jogos da equipe como mandante. A coluna vertical indica os jogos da equipe como visitante.
| Jogos "clássicos" estão em negrito. | Vitória do mandante. | Vitória do visitante. | Empate. |

|                        | AAL | BFE | BOT | FLF | JCP | JUA | JZE | SER | VCO |
| ---------------------- | --- | --- | --- | --- | --- | --- | --- | --- | --- |
| Atlético de Alagoinhas | —   |     | 2–1 |     |     |     | 0–1 | 1–2 | 1–3 |
| Bahia de Feira         | 2–1 | —   |     | 2–0 |     |     | 1–1 |     | 1–1 |
| Botafogo-BA            |     | 1–2 | —   | 3–1 | 1–1 |     |     | 3–1 |     |
| Fluminense de Feira    | 0–0 |     |     | —   |     |     | 0–1 | 0–0 | 1–3 |
| Jacuipense             | 2–2 | 2–1 |     | 0–1 | —   | 0–1 |     | 1–2 |     |
| Juazeiro               | 5–0 | 0–0 | 1–1 | 0–1 |     | —   |     |     |     |
| Juazeirense            |     |     | 1–1 |     | 3–3 | 0–3 | —   | 1–1 |     |
| Serrano-BA             |     | 1–1 |     |     | 1–2 | 2–0 |     | —   | 3–3 |
| Vitória da Conquista   |     |     | 1–1 |     | 3–0 | 0–1 | 2–0 |     | —   |

### Desempenho por rodada
Clubes que lideraram o campeonato ao final de cada rodada na primeira fase:
| 1   | 2   | 3   | 4   | 5   | 6   | 7   | 8   | 9   |     |     |
| SER | SER | SER | SER | SER | JUA | JUA | JUA | VCO | VCO | VCO |

Clubes que ficaram na última posição do campeonato ao final de cada rodada na Primeira Fase:
| Rodadas | Rodadas | Rodadas | Rodadas | Rodadas | Rodadas | Rodadas | Rodadas | Rodadas |     |
| ------- | ------- | ------- | ------- | ------- | ------- | ------- | ------- | ------- | --- |
| 1       | 2       | 3       | 4       | 5       | 6       | 7       | 8       | 9       |     |
| JCP     | JUA     | JUA     | JUA     | AAL     | AAL     | AAL     | FLF     | AAL     | AAL |

## Segunda fase
A segunda fase conta com a participação de Bahia, Feirense e Vitória, que disputam o Nordestão 2013 e mais o Vitória da Conquista, Juazeiro, Bahia de Feira, Botafogo-BA e Juazeirense.

### Grupo 1
| Pos | Equipes     | Pts | J | V | E | D | GP | GS | SG  | %     | Classificação                     |
| --- | ----------- | --- | - | - | - | - | -- | -- | --- | ----- | --------------------------------- |
| 1   | Juazeiro    | 10  | 8 | 3 | 1 | 4 | 6  | 10 | –4  | 41.7% | Zona de classificação à semifinal |
| 2   | Bahia       | 8   | 8 | 1 | 5 | 2 | 8  | 11 | –3  | 33.3% | Zona de classificação à semifinal |
| 3   | Botafogo-BA | 4   | 8 | 1 | 1 | 6 | 4  | 18 | –14 | 16.7% |                                   |
| 4   | Feirense    | 3   | 8 | 1 | 0 | 7 | 6  | 14 | –8  | 12.5% |                                   |

### Grupo 2
| Pos | Equipes              | Pts | J | V | E | D | GP | GS | SG | %     | Classificação                     |
| --- | -------------------- | --- | - | - | - | - | -- | -- | -- | ----- | --------------------------------- |
| 1   | Juazeirense          | 19  | 8 | 6 | 1 | 1 | 13 | 3  | 10 | 79.2% | Zona de classificação à semifinal |
| 2   | Vitória              | 18  | 8 | 6 | 0 | 2 | 17 | 7  | 10 | 75%   | Zona de classificação à semifinal |
| 3   | Bahia de Feira       | 15  | 8 | 4 | 3 | 1 | 15 | 6  | 9  | 62.5% |                                   |
| 4   | Vitória da Conquista | 12  | 8 | 3 | 3 | 2 | 8  | 8  | 0  | 50%   |                                   |

#### Jogos
|                      | BAH | BFE | BOT | FEI | JZE | JUA | VIT | VCO |
| -------------------- | --- | --- | --- | --- | --- | --- | --- | --- |
| Bahia                | —   | 0–0 |     |     | 2–0 |     | 1–5 | 1–1 |
| Bahia de Feira       | 2–2 | —   | 6–0 | 1–0 |     | 0–0 |     | 1–1 |
| Botafogo-BA          |     | 1–2 | —   |     | 0–3 |     | 1–0 | 0–0 |
| Feirense             |     | 3–1 |     | —   | 0–2 |     | 1–2 | 0–1 |
| Juazeirense          | 0–0 |     | 2–0 | 1–0 | —   | 1–0 |     |     |
| Juazeiro             |     | 0–3 |     |     | 1–4 | —   | 0–1 | 1–0 |
| Vitória              | 2–1 |     | 3–1 | 4–1 |     | 0–1 | —   |     |
| Vitória da Conquista | 1–1 |     |     | 2–1 |     | 1–3 |     | —   |

### Desempenho por rodada
|         | 1   | 2   | 3   | 4   | 5   | 6   | 7   | 8   |
| Grupo 1 | BAH | BAH | BAH | BAH | BAH | JUA | JUA | JUA |
| Grupo 2 | VIT | VIT | VIT | VIT | VIT | JZE | JZE | JZE |

|         | 1   | 2   | 3   | 4   | 5   | 6   | 7   | 8   |
| Grupo 1 | BOT | BOT | BOT | BOT | FEI | FEI | FEI | FEI |
| Grupo 2 | BFE | BFE | VCO | VCO | VCO | VCO | VCO | VCO |

### Classificação
| Pos | Equipes              | Pts | J | V | E | D | GP | GS | SG  | %     | Classificação                     |
| --- | -------------------- | --- | - | - | - | - | -- | -- | --- | ----- | --------------------------------- |
| 1   | Juazeirense          | 19  | 8 | 6 | 1 | 1 | 13 | 3  | 10  | 79.2% | Zona de classificação à semifinal |
| 2   | Vitória              | 18  | 8 | 6 | 0 | 2 | 17 | 7  | 10  | 75%   | Zona de classificação à semifinal |
| 3   | Bahia de Feira       | 15  | 8 | 4 | 3 | 1 | 15 | 6  | 9   | 62.5% |                                   |
| 4   | Vitória da Conquista | 12  | 8 | 3 | 3 | 2 | 8  | 8  | 0   | 50%   |                                   |
| 5   | Juazeiro             | 10  | 8 | 3 | 1 | 4 | 6  | 10 | –4  | 41.7% | Zona de classificação à semifinal |
| 6   | Bahia                | 8   | 8 | 1 | 5 | 2 | 8  | 11 | –3  | 33.3% | Zona de classificação à semifinal |
| 7   | Botafogo-BA          | 4   | 8 | 1 | 1 | 6 | 4  | 18 | –14 | 16.7% |                                   |
| 8   | Feirense             | 3   | 8 | 1 | 0 | 7 | 6  | 14 | –8  | 12.5% |                                   |

## Fase final
Em itálico, os times que possuem o mando de campo no primeiro jogo do confronto.
|  | Semifinais  | Semifinais | Semifinais | Semifinais |   |       | Final | Final | Final | Final |
|  |             |            |            |            |   |       |       |       |       |       |
|  | Bahia       | 2          | 1          | 3          |   |       |       |       |       |       |
|  | Juazeiro    | 0          | 0          | 0          |   |       |       |       |       |       |
|  | Juazeiro    | 0          | 0          | 0          |   | Bahia | 3     | 1     | 4     |       |
|  |             |            |            |            |   | Bahia | 3     | 1     | 4     |       |
|  |             | Vitória    | 7          | 1          | 8 |       |       |       |       |       |
|  | Vitória     | Vitória    | 7          | 1          | 8 | 4     | 0     | 4     |       |       |
|  | Vitória     |            |            |            |   | 4     | 0     | 4     |       |       |
|  | Juazeirense | 0          | 2          | 2          |   |       |       |       |       |       |

|  | Disputa pelo 3° lugar |   |   |   |
|  |                       |   |   |   |
|  | Juazeiro              | 0 | 2 | 2 |
|  | Juazeirense           | 1 | 1 | 2 |

| Campeão Baiano de 2013 |
| ---------------------- |
| Vitória 27° título     |

| Vice-campeão: | Terceiro colocado: | Campeão do 1.º turno: | Artilheiro:             | Melhor goleiro:            |
| ------------- | ------------------ | --------------------- | ----------------------- | -------------------------- |
| Bahia         | Juazeirense        | Vitória da Conquista  | Romulo (Bahia de Feira) | Marcus Vinicius (Juazeiro) |

## Estatísticas

### Seleção do Campeonato
| Posição          | Jogador          | Clube                |
| Goleiro          | Marcus Vinicius  | Juazeiro             |
| Lateral-direito  | Nino Paraíba     | Vitória              |
| Zagueiro         | Victor Ramos     | Vitória              |
| Zagueiro         | Gabriel Paulista | Vitória              |
| Lateral-esquerdo | Raul             | Vitória da Conquista |
| Volante          | Michel           | Vitória              |
| Volante          | Luís Alberto     | Vitória              |
| Meia             | Escudero         | Vitória              |
| Meia             | Renato Cajá      | Vitória              |
| Atacante         | Maxi Biancucchi  | Vitória              |
| Atacante         | Romulo           | Bahia de Feira       |
| Técnico          | Barbosinha       | Juazeirense          |
| ---------------- | ---------------- | -------------------- |

- Revelação: Romulo (Bahia de Feira)
- Craque do Campeonato: Romulo (Bahia de Feira)
- Gol mais bonito: Romulo (Bahia de Feira)
- Equipe Fair Play: Feirense
- Melhor Árbitro: Moisés Ferreira Simão
- Melhores Assistentes: Alberto Tavares e José Raimundo Dias da Hora
- Árbitro Revelação: Rafael Luis Almeida
- Melhor Preparador Físico: Sulivan Valadares (Vitória)
- Torcidas destaques: Bamor (Bahia), Os Imbatíveis (Vitória) e Criptonita (Vitória da Conquista)

### Artilharia
A tabela abaixo traz dados da artilharia do campeonato, conforme atualização até os jogos de volta das finais, 20 de maio.

### Maiores públicos
Esses foram os dez maiores públicos do Campeonato: